# Markus Hurek
Markus C. Hurek (* 1972 in Berlin) ist ein deutscher Journalist und Fotograf.

## Leben und Wirken
Markus Hurek legte 1995 in Bonn das Erste juristische Staatsexamen ab, absolvierte ein journalistisches Volontariat und arbeitete mehrere Jahre bei der Tageszeitung Die Welt in verantwortlicher Position, zuletzt als Nachrichtenchef mit Zuständigkeit für die Titelseite. Die Trennung vom Axel Springer-Verlag erfolgte 2003 im Streit – laut Chefredakteur Jan-Eric Peters wegen „schwerwiegenden Fall von Indiskretion zum Schaden der Redaktion“.
Hurek ist zusammen mit Wolfram Weimer Mitgründer des Magazins Cicero und übernahm 2010 kommissarisch dessen Chefredaktion, nachdem er zuvor stellvertretender Chefredakteur gewesen war. Im Jahr 2010 wurde er Chef vom Dienst und Ressortleiter Politik beim Magazin Focus.
2024 wurde Hurek zum Mitglied der Deutschen Gesellschaft für Photographie berufen.

## Preise
- 2008: Ringier Medienpreis[11]
- 2022: Publikumspreis beim Wettbewerb Rückblende – Deutscher Preis für politische Fotografie und Karikatur (Deutscher Preis für politische Fotografie)[12]
- 2023: 1. Preis der Rückblende  – Deutscher Preis für politische Fotografie und Karikatur[13]
- 2025: „ADC Nagel in Bronze“ des Art Directors Club für den Artikel Seid wachsam, bleibt Menschen. (Franziska Reich im Interview mit Margot Friedländer, Fotos von Markus Hurek) im Focus Magazin 46/2024[14]
- 2025: „European Magazine Award“ in der Kategorie „Storytelling: Feature, Report & Q&A“ für den Artikel Seid wachsam, bleibt Menschen. (Franziska Reich im Interview mit Margot Friedländer, Fotos von Markus Hurek) im Focus Magazin 46/2024[15]

## Ausstellungen
- 2021: Women are still beautiful. Sammlung Freddy Langer, Museum Bensheim[16]
- 2022: Musicians – Musikerportraits von Pop und Punk bis zur Klassik. Galerie Noir Blanche, Düsseldorf (Gruppenausstellung)[17]
- 2023: Icons. Galerie Noir Blanche, Düsseldorf (Gruppenausstellung)[17]
- 2023: Positions. Galerie Noir Blanche, Düsseldorf (Gruppenausstellung)[17]
- 2024: Made in Berlin. Leica Galerie Konstanz (Einzelausstellung)[18]

- 2024: 36° - Sommerausstellung. Galerie Noir Blanche, Düsseldorf (Gruppenausstellung)[17]